# Чиле на Светском првенству у атлетици на отвореном 2019.
Чиле је учествовао на 17. Светском првенству у атлетици на отвореном 2019.  одржаном у Дохи од 27. септембра до 6. октобра седамнаести пут, односно учествовао је на свим првенствима до данас. Репрезентацију Чилеа представљала су 2 такмичара који су се такмичили у бацању кладива. , 
На овом првенству такмичари Чилеа нису освојили ниједну медаљу нити су остварили неки резултат.

## Учесници
Мушкарци:
- Габријел Кехр — Бацање кладива
- Умберто Мансиља — Бацање кладива

## Резултати

### Мушкарци
| Атлетичар       | Дисциплина     | Лични рекорд | Квалификације | Квалификације | Полуфинале | Полуфинале | Финале                | Финале  | Детаљи |
| Атлетичар       | Дисциплина     | Лични рекорд | Резултат      | Место         | Резултат   | Место      | Резултат              | Место   | Детаљи |
| --------------- | -------------- | ------------ | ------------- | ------------- | ---------- | ---------- | --------------------- | ------- | ------ |
| Габријел Кехр   | Бацање кладива | 76,42        | 73,99         | 9. у гр. А    |            |            | Нису се квалификовали | 17 / 31 |        |
| Умберто Мансиља | Бацање кладива | 76,87        | 72,68         | 12. у гр. Б   | 25 / 31    |            | Нису се квалификовали |         |        |